# Mîhailo Kohan
Mîhailo Kohan (în ucraineană Михайло Кохан; n. 22 ianuarie 2001, Zaporijjea, Ucraina) este un atlet ucrainean, medaliat olimpic. A participat la două ediții ale Jocurilor Olimpice (2020, 2024) în care a câștigat o medalie de bronz în proba de aruncarea ciocanului.

## Palmares
| An   | Competiție                                 | Locație                 | Loc | Note               |
| ---- | ------------------------------------------ | ----------------------- | --- | ------------------ |
| 2017 | Campionatul Mondial de Juniori (sub 18)    | Nairobi, Kenya          | 1   | 82,31 m            |
| 2017 | Festivalul Olimpic al Tineretului European | Győr, Ungaria           | 1   | 78,28 m            |
| 2018 | Campionatul European de Juniori (sub 18)   | Győr, Ungaria           | 1   | 87,82 m            |
| 2018 | Campionatul Mondial de Juniori             | Tampere, Finlanda       | 2   | 79,68 m            |
| 2018 | Jocurile Olimpice de Tineret               | Buenos Aires, Argentina | 1   | 85,97 m și 85,14 m |
| 2019 | Cupa Europei la aruncări de Tineret        | Šamorín, Slovacia       | 1   | 76,68 m            |
| 2019 | Campionatul European de Juniori            | Borås, Suedia           | 1   | 84,73 m            |
| 2019 | Campionatul Mondial de Juniori             | Doha, Qatar             | 5   | 77,39 m            |
| 2021 | Campionatul European de Tineret            | Tallinn, Estonia        | 1   | 77,88 m            |
| 2021 | Jocurile Olimpice                          | Tokio, Japonia          | 4   | 80,39 m            |
| 2022 | Cupa Europei la aruncări de Tineret        | Leiria, Portugalia      | 1   | 74,59 m            |
| 2022 | Campionatul Mondial                        | Eugene, Statele Unite   | 7   | 78,83 m            |
| 2022 | Campionatul European                       | München, Germania       | 5   | 78,48 m            |
| 2023 | Cupa Europei la aruncări de Tineret        | Leiria, Portugalia      | 1   | 75,80 m            |
| 2023 | Campionatul European de Tineret            | Espoo, Finlanda         | 1   | 77,21 m            |
| 2023 | Campionatul Mondial                        | Budapesta, Ungaria      | 5   | 79,59 m            |
| 2024 | Cupa Europei la aruncări                   | Leiria, Portugalia      | 1   | 78,13 m            |
| 2024 | Campionatul European                       | Roma, Italia            | 3   | 80,18 m            |
| 2024 | Jocurile Olimpice                          | Paris, Franța           | 3   | 79,39 m            |